# Křížkový Újezdec
Křížkový Újezdec település Csehországban, a Kelet-prágai járásban. Křížkový Újezdec Petříkov, Kamenice, Sulice, Radějovice és Popovičky településekkel határos. Lakosainak száma 320 fő (2024. január 1.).

## Népesség
A település lakosságának változását az alábbi diagram mutatja:
| Lakosok száma | 337  | 361  | 293  | 206  | 141  | 137  | 221  | 242  | 285  | 320  |
|               | 1869 | 1890 | 1921 | 1950 | 1980 | 2001 | 2017 | 2019 | 2022 | 2024 |